# 小行星4985
小行星4985（4985 Fitzsimmons）是一颗绕太阳运转的小行星，为主小行星带小行星。该小行星于1979年8月23日发现。

## 轨道参数
小行星4985的轨道半长轴为3.2494890 UA，离心率为0.148。